# Province de Kandal
Kandal ("centre" en khmer) est une province du Cambodge. Elle entoure complètement la capitale Phnom Penh, mais ne la contient pas. Elle comprend 11 districts :
- 0801 Kandal Stueng ("centre de la rivière ou des rivières")
- 0802 Kien Svay ("coin des manguiers")
- 0803 Khsach Kandal ("sables du centre")
- 0804 Kaoh Thum ("grande île")
- 0805 Leuk Daek ("soulever le fer" ou "digue de fer")
- 0806 Lvea Aem ("figuier doux"), ancienne capitale (1603-1620)
- 0807 Mukh Kampul ("avant du sommet", du sanskrit mukha : "bouche, face, devant")
- 0808 Angk Snuol ("prince Snuol" ; Snuol est l'arbre Dalbergia nigrescens (Fabacées) à écorce tinctoriale)
- 0809 Ponhea Lueu ("seigneur Lueu" ; Lueu signifie "célèbre")
- 0810 S'ang ("bel édifice")
- 0811 Ta Khmau ("grand-père noir")

## Démographie
|                                            | Kandal       | Kandal       | Cambodge    | Cambodge    |
| 1998                                       | 2008         | 1998         | 2008        |             |
| Population totale                          | 1 075 125    | 1 265 085    | 11 437 656  | 13 388 910  |
| Croissance de la population 1998 - 2008    | 17,7 %       | 17,7 %       | 17 %        | 17 %        |
| Taux de la population rurale               | 86,42 %      | 84,44 %      | 82,29 %     | 80,47 %     |
| Densité                                    | 301 hab./km2 | 355 hab./km2 | 64 hab./km2 | 75 hab./km2 |
| Sex-ratio (Nombre d'hommes pour une femme) | 0,923        | 0,931        | 0,93        | 0,942       |
| Taille moyenne des foyers                  | 5,2 membres  | 4,9 membres  | 5,2 membres | 4,7 membres |